# Sinocolpodes
Sinocolpodes is een geslacht van kevers uit de familie van de loopkevers (Carabidae). De wetenschappelijke naam van het geslacht is voor het eerst geldig gepubliceerd in 2001 door Schmidt.

## Soorten
Het geslacht Sinocolpodes omvat de volgende soorten:
- Sinocolpodes krapog (Morvan, 1999)
- Sinocolpodes semiaeneus (Fairmaire, 1886)
- Sinocolpodes sycophanta (Fairmaire, 1886)